# بيرل باتلر
بيرل باتلر (بالإنجليزية: Pearl Butler)‏ هي مغنية وكاتبة غنائية أمريكية، ولدت في 10 سبتمبر 1927 في ناشفيل في الولايات المتحدة، وتوفيت في 1 مارس 1988 في فرانكلين في الولايات المتحدة.

## روابط خارجية
- بيرل باتلر على موقع IMDb (الإنجليزية)
- بيرل باتلر على موقع ديسكوغز (الإنجليزية)
- بيرل باتلر على موقع قاعدة بيانات الفيلم (الإنجليزية)